# قبيلة مغول الهند
مغول الهند (بالفارسية: مغول؛ بالأوردية: مغل) هي قبيلة تتكون من عدة عشائر ذات الصلة ثقافياً فيشبه القارة الهندية. وينحدرون من قبائل تركية ومنغولية مختلفة من آسيا الوسطى التي استقرت في المنطقة. مصطلح مغولي يعني حرفيًا المنغولي.

## التاريخ والأصل
خلال فترة الإمبراطورية المغولية في القرن 13-14، اجتاح جيش جنكيز خان آسيا الوسطى وبلاد فارس. وعلى مر القرون اللاحقة، تزاوج أحفاد هؤلاء الجنود مع مسلمين الفرس والترك، واعتنقوا إسلام، واعتمدوا اللغة والثقافة الفارسية. بدأ النزاع بين الهند والمغول من وعهد جنكيز خان إلى تيمور لنك حتى عهد بابر. واجهت سلطنة دلهي (1206-1526) هجمات مغولية سنوية تقريبًا من عام 1297 إلى عام 1303 عندما تم عزل دواب، وأصبحت ما يعرف اليوم باباكستان تحت الاحتلال المغولي. أشارت المصادر الهندية والفارسية الهندية إلى الغزاة باسم المغول، المستمدة من المنغول. خلال القرن السادس عشر، قام الفاتح التركو-المغولي ظهير الدين بابر بحتلال معظم شمال الهند ووضعه تحت حكم المغول، مما أنشأ إمبراطورية استمرت حتى منتصف القرن التاسع عشر. كطبقة حاكمة، عاش المغول في المدن مع المسلمين الآخرين. كانوا معروفين تقليديًا بمهارتهم في الفروسية والرماية والمصارعة واتباع نظام غذائي كثيف اللحوم.

## في شمال الهند
في شمال الهند، يشير مصطلح المغول إلى أحد المجموعات الاجتماعية الأربع التي يشار إليها باسم الأشراف.